# Milieu Robertson
Le milieu Robertson (ou milieu à la viande cuite) est un milieu de culture non sélectif et non différentiel employé en microbiologie pour la culture des bactéries anaérobies. Il a été décrit pour la première fois en 1916 par M. Robertson au cours d'une étude portant sur des germes anaérobies isolés de plaies gangréneuses. Il s'agissait au départ d'une simple infusion de viande de cœur de bœuf légèrement alcalinisée. La formule a ensuite été enrichie pour améliorer les performances.
Ce milieu convient à la culture pure de la plupart des anaérobies stricts, sporulés ou non. Il peut aussi servir de bouillon d’enrichissement pour des prélèvements contenant peu d’anaérobies au départ. Il permet de lire le caractère protéolytique (noircissement et désagrégation des morceaux de viande avec odeur putride) ou saccharolytique (rougissement des morceaux de viande avec odeur rance) des souches. C’est aussi un bon milieu de conservation des bactéries anaérobies.

## Principe
La base nutritive se compose principalement de viande de cœur de bœuf à l'état frais ou lyophilisé. De la peptone trypsique de viande et du glucose complètent les apports nutritifs.
La viande de bœuf sert également d'agent réducteur. Elle contient des acides gras insaturés dont l'auto-oxydation consomme une partie du dioxygène présent, des protéines dont les groupements thiol (-SH) réducteurs ont une biodisponibilité augmentée après dénaturation thermique (rôle du chauffage), et d'autres molécules réductrices telles que le glutathion et cystine. Ces substances consomment le dioxygène dissous et rendent ainsi possible la survie des anaérobies stricts. Pour éviter l'épuisement prématuré de ce potentiel réducteur, le milieu doit être débarrassé de son dioxygène dissous et maintenu ensuite à l'abri de l'air, en conditions anaérobies.
Le chlorure de sodium augmente l'osmolarité du milieu.
Le formule enrichie est plus concentrée en glucose afin d'accélérer la croissance des bactéries. L'extrait de levure apporte des vitamines hydrosolubles, en particulier du groupe B. L'hémine, source d'hème, favorise la croissance des anaérobies stricts exigeants. La vitamine K1 ou phytoménadione est un autre facteur de croissance.

## Composition
Pour 1000 mL de milieu :
- cœur de boeuf : 98 g de viande lyophilisée (préparée à partir de 454 g de viande fraîche)
- peptone peptique de viande : 20 g
- chlorure de sodium : 5 g
- D-glucose : 2 g.
- ingrédients supplémentaires pour la formule enrichie[2] :
  - extrait de levure : 5 g
  - D-glucose : 3 g
  - hémine : 5 mg
  - vitamine K1 (phytoménadione) : 1 mg.

Ajuster le pH à 7,2 ± 0,2 à 25°C (après autoclavage).

## Préparation
Formule d'origine décrite par M. Robertson :
- émincer finement et piler au mortier 225 g (8 oz.) de viande de cœur de bœuf
- faire chauffer lentement dans 250 mL d'eau jusqu'à ce que la viande soit très cuite
- alcaliniser le bouillon refroidi avec une solution de NaOH 1 M jusqu'à un pH légèrement basique (virage de la teinture de tournesol)
- conditionner en tubes et stériliser à l'autoclave.

Les mélanges actuellement disponibles dans le commerce permettent une préparation plus standardisée. Les ingrédients thermostables sont dissous à chaud dans le volume correspondant d'eau distillée, le mélange est maintenu 1h à 50°C pour laisser la viande se réhydrater, puis il est stérilisé à l'autoclave (15 minutes à 121°C). Après refroidissement partiel jusqu'à 50°C les éventuels additifs thermosensibles (hémine, vitamine K1) sont introduits aseptiquement, par exemple par filtration stérilisante. Le mélange homogénéisé est réparti dans des contenants (tubes ou flacons) stériles.